# Balclutha
Balclutha är ett släkte av insekter som beskrevs av George Willis Kirkaldy. Balclutha ingår i familjen dvärgstritar.

## Bildgalleri

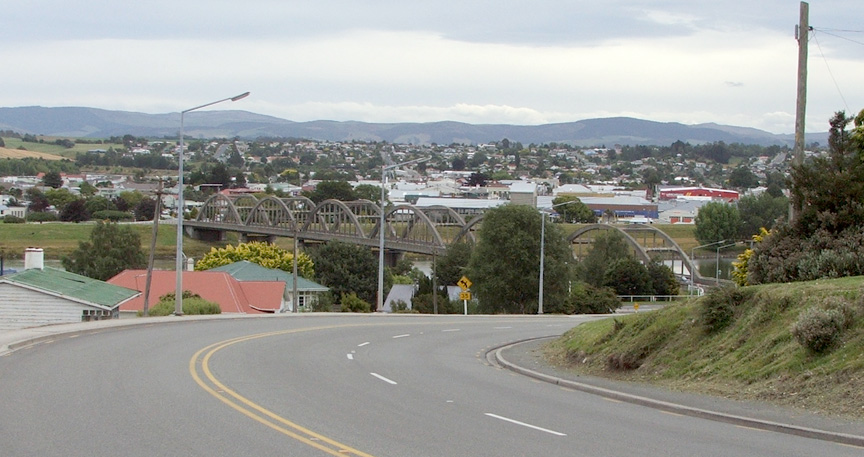
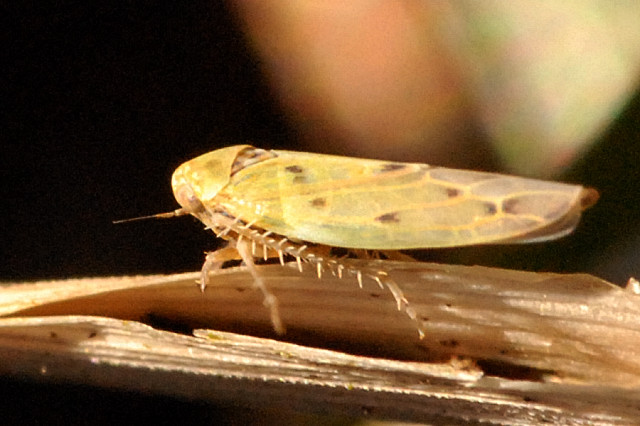
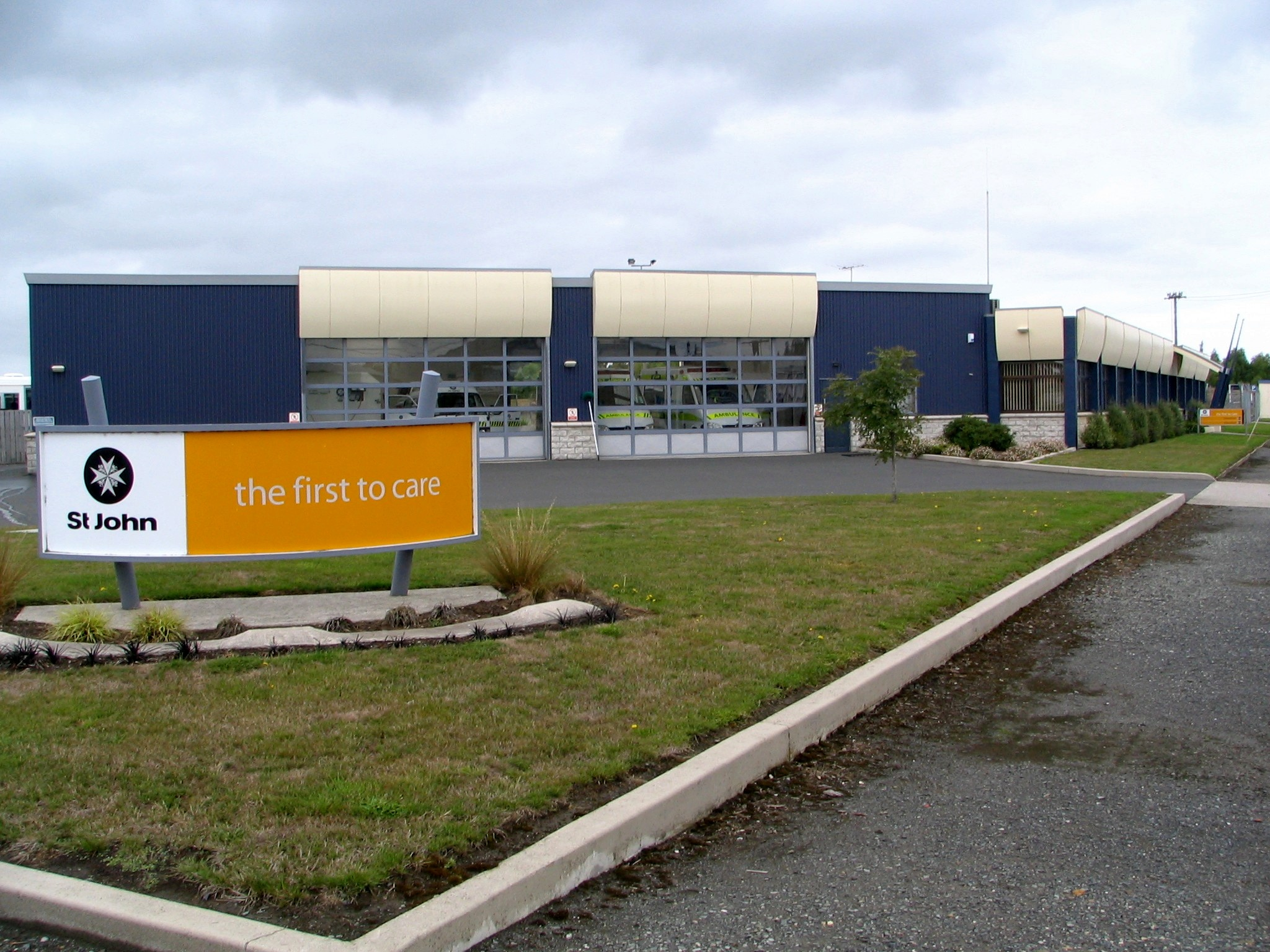
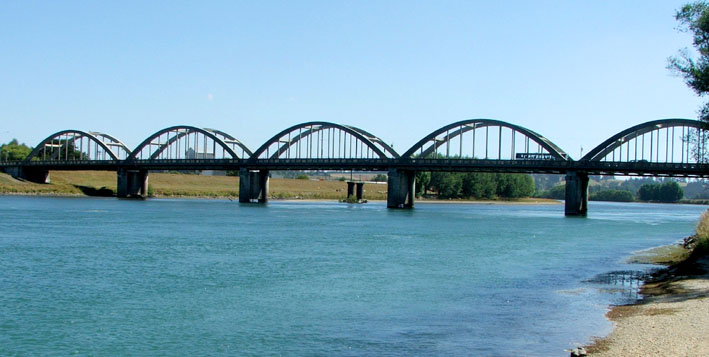
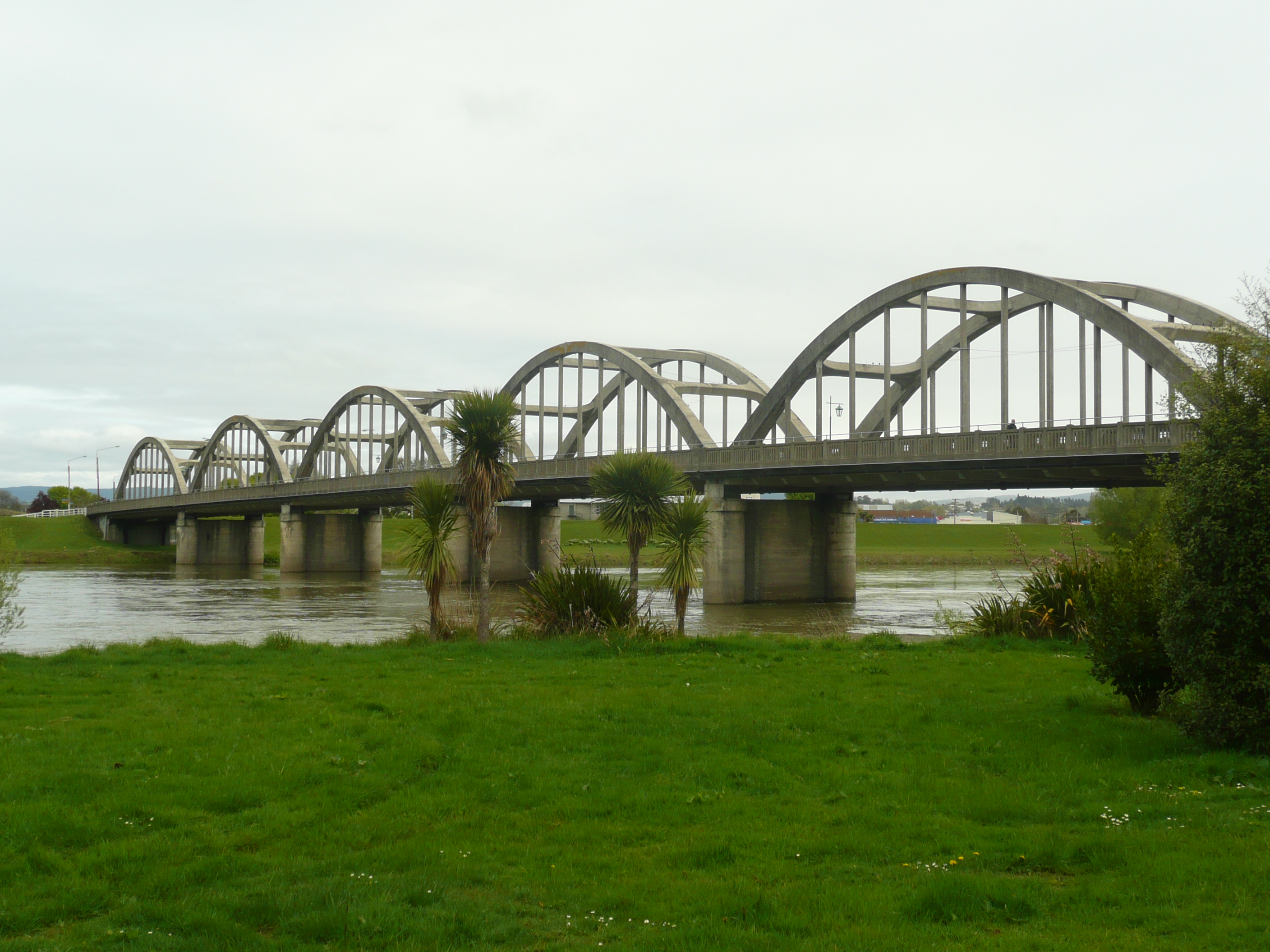

## Dottertaxa tillBalclutha, i alfabetisk ordning[1][2]
- Balclutha abdominalis
- Balclutha alata
- Balclutha alstoni
- Balclutha apicula
- Balclutha arctica
- Balclutha arhenana
- Balclutha aridula
- Balclutha asymmetrica
- Balclutha auranticula
- Balclutha aurantiigera
- Balclutha bacchusi
- Balclutha batuensis
- Balclutha bifasciatus
- Balclutha bilobata
- Balclutha bispinosa
- Balclutha boica
- Balclutha botelensis
- Balclutha brevis
- Balclutha brownstripa
- Balclutha bulbosa
- Balclutha calamagrostis
- Balclutha caldwelli
- Balclutha cheesmanae
- Balclutha chersonesia
- Balclutha chiasma
- Balclutha chloroptera
- Balclutha clockstripa
- Balclutha cochrani
- Balclutha composa
- Balclutha curvata
- Balclutha delicatus
- Balclutha delongi
- Balclutha denticula
- Balclutha diluta
- Balclutha distenda
- Balclutha distincta
- Balclutha diversa
- Balclutha dufela
- Balclutha dunaca
- Balclutha eremica
- Balclutha flagellata
- Balclutha flavella
- Balclutha flavescens
- Balclutha flavidella
- Balclutha fumigatus
- Balclutha fuscifrons
- Balclutha fuscina
- Balclutha fuscomaculatus
- Balclutha gangesiensis
- Balclutha grandis
- Balclutha impictus
- Balclutha incisa
- Balclutha incompta
- Balclutha jafara
- Balclutha knulli
- Balclutha krameri
- Balclutha kuroiwae
- Balclutha lineolata
- Balclutha lobata
- Balclutha lucidus
- Balclutha mexicana
- Balclutha nambai
- Balclutha neglecta
- Balclutha nevadensis
- Balclutha nicolasi
- Balclutha nigriventris
- Balclutha nigromaculatus
- Balclutha noonadana
- Balclutha obunca
- Balclutha pararubrostriata
- Balclutha pellucens
- Balclutha peregrina
- Balclutha petrusa
- Balclutha phoxocephala
- Balclutha plutonis
- Balclutha pseudorosea
- Balclutha punctata
- Balclutha rhenana
- Balclutha rieki
- Balclutha robusta
- Balclutha rosaceus
- Balclutha rothi
- Balclutha rubrinervis
- Balclutha rubrostriatus
- Balclutha saltuellus
- Balclutha sandersi
- Balclutha simplex
- Balclutha sinuata
- Balclutha spiniloba
- Balclutha sujawalensis
- Balclutha thaiensis
- Balclutha thea
- Balclutha tiaowena
- Balclutha timberlakei
- Balclutha trilineata
- Balclutha tumidus
- Balclutha uncinata
- Balclutha usitata
- Balclutha varicolor
- Balclutha vermiculatus
- Balclutha wilsoni
- Balclutha viraktamathi
- Balclutha viridinervis
- Balclutha volcanicola
- Balclutha woldai
- Balclutha yanchepensis
- Balclutha youngi
- Balclutha zaisanica